# ZESCOユナイテッドFC
 Zesco United Football Clubは、 ザンビアン・プレミアリーグに所属するンドラに拠点を置くザンビアのプロサッカークラブ 。 
1974年1月1日の設立以降、最上位リーグであるザンビアン・プレミアリーグに所属し続けている。 
ホームスタジアムはザンビア北部のンドラにある49,800人収容のレヴィー・ムワナワサ・スタジアム。 
2018年まで横浜F・マリノスに在籍した中町公祐が在籍していることでも知られる。 
国営電力会社であるZESCOが親会社。。 
1980年、旧ザンビアディビジョン1で初優勝。以降優勝からは遠ざかっていたが、2003年、ディビジョン1優勝、2007年、2008年、2010年、2014年、2019年にザンビアン・プレミアリーグ 、2007年、2008年にバークレイズカップを獲得し、2000年代後半に黄金時代を築いた。2010年、2014年、2019年のABSAカップ、2007年と2011年のザンビアチャリティーシールド 、 2006年のモシ・カップ 、2007年のザンビアコカコーラカップも優勝。

## 歴史と記録
1974年に設立。2009年にCAFチャンピオンズリーグのグループステージに出場し、ザンビア初の出場クラブに。

## 紋章と色

### クレスト
クラブの設立以来、Zesco Unitedにはさまざまな紋章があり、それらはすべてわずかなバリエーションがありました。 

### 色
伝統的に、Zesco Unitedは常にオレンジ色のホームキットを着用しており、それぞれ緑と白を離れた色と3番目の色として使用。 

## サポート
ZESCOユナイテッドは、 ザンビア自体、アフリカ 、そして世界で最も広く支持されているザンビアのサッカーチームの1つ。 彼らは、Zescolo、Team ya Ziko、Zegalacticos、Team Zega Mamboとして熱心なファンで知られて（「mésque un club」というモットーは、 コロンビアのファンに「単なるクラブ以上」が採用されたことの意味）。 ZESCOユナイテッドの伝統的なファン層は、首都ルサカのようなザンビアの他の裕福な地域だけでなく、銅ベルトの至る所から来ている。 
2012年のZESCO Unitedの超近代的な65ドルへの移行  100万人のレビームワナワサスタジアムは、ホームマッチの雰囲気を改善する上で重要な要因の1つ。  

### ライバル
ライバルクラブはZanaco 、 Nkana 、 パワーダイナモ 、及びNAPSAスター 。 

## 実績
- ザンビアプレミアリーグ ：9

2007、2008、2010、2014、2015、2017、2018、2019, 2021
- ABSAカップ ：6

2007、2008、2010、2014、2016, 2019
- ザンビアチャリティシールド ：3

2007、2011、2015、2017
- ザンビアカップ ：1

2006
- ザンビアコカコーラカップ ：1

2007年
- ザンビアディビジョン1 ：2

1980、2003

## CAF大会でのパフォーマンス
- CAFチャンピオンズリーグ ：5回の出演

2008 –過去32
2009 –グループステージ
2011 –過去16
2015 –過去32
2016 –準決勝
2018 –グループステージ
- CAFコンフェデレーションカップ ：3回の出演

2006 –過去32
2010 –最初のラウンド
2013 –過去16
2017 –準々決勝

## プレイヤー

### 現在の選手
注：フラグは、FIFAの資格ルールで定義されている代表チームを示します。プレイヤーは、FIFA以外の国籍を複数持つことができます。
| いや |  | ポジション | プレーヤー                          |
| ---- |  | ---------- | ----------------------------------- |
| 1    |  | GK         | ジェイコブバンダ （キャプテン）     |
| 2    |  | DF         | バーナード・マピリ                  |
| 3    |  | DF         | アヨ・オルワフェミ                  |
| 4    |  | DF         | ベン・アダマ・バン （副キャプテン） |
| 5    |  | DF         | ニャンベ・ムレンガ                  |
| 6    |  | MF         | サイモン・シルウィムバ              |
| 7    |  | DF         | シェミー・メイエンベ                |
| 8    |  | MF         | メイビン・ムワバ                    |
| 9    |  | MF         | 中町公祐                            |
| 10   |  | FW         | ラザロス・カンボレ                  |
| 11   |  | MF         | ジョン・チンアンドゥ                |
| 12   |  | FW         | ボーンウェル・シレンゴ              |
| 13   |  | MF         | ミシェック・チャイラ                |
| 14   |  | FW         | ジャクソン・ムワンザ （副隊長）     |
| 15   |  | DF         | デビッド・オウィノ                  |

| いや |  | ポジション | プレーヤー           |
| ---- |  | ---------- | -------------------- |
| 16   |  | MF         | ブラウン・ニリエンダ |
| 18   |  | MF         | コンドワニムトンガ   |
| 17   |  | FW         | デイビス・カシリエ   |
| 21   |  | DF         | ダウティ・ムセクワ   |
| 22   |  | MF         | ムワペ・ムウェルワ   |
| 23   |  | DF         | サムソンバンダ       |
| 24   |  | MF         | マシューズ・ンホワニ |
| 25   |  | FW         | ジェシー・ワー       |
| 26   |  | MF         | アンソニー・アクム   |
| 27   |  | FW         | ロッティ・ブワリヤ   |
| 28   |  | GK         | ラメック・ニャング   |
| 29   |  | DF         | エマニュエル・マユカ |
| 30   |  | DF         | ルピヤ・カサシ       |
|      |  | DF         | マルセル・カロンダ   |
|      |  | FW         | ハンフリー・マセネコ |

### 貸出中
注：フラグは、FIFAの資格ルールで定義されている代表チームを示します。プレイヤーは、FIFA以外の国籍を複数持つことができます。
| いや |  | ポジション | プレーヤー                                            |
| ---- |  | ---------- | ----------------------------------------------------- |
|      |  | MF         | イノセントムワバ （フォレストレンジャーズへのローン） |

| いや |  | ポジション | プレーヤー |
| ---- |  | ---------- | ---------- |

### 全時間トップ得点者
| 名                     | 目標の数 |
| ---------------------- | -------- |
| ジャクソン・ムワンザ   | 59       |
| ウィンストン・カレンゴ | 58       |

## マネージャー
- ファイトン・シムコンダ（2009–11）
- ウェドソン・ニイレンダ
- テナントケムボ（カレタッカーコーチ）
- ジョージルワンダミナ（2014–16）
- テナントケムボ（カレタッカーコーチ2016年11月– 2017年2月）
- ズラトコクルムポティッチ（2017年2月– 2018年4月）
- ジョージルワンダミナ（2018年4月–現在）